# Trichopria cameroni
Trichopria cameroni är en stekelart som först beskrevs av Jean-Jacques Kieffer 1909.  Trichopria cameroni ingår i släktet Trichopria, och familjen hyllhornsteklar. Arten är reproducerande i Sverige.